# Veľká Lodina
Veľká Lodina (bis 1927 slowakisch auch „Veľká Lodzina“; ungarisch Nagyladna) ist eine Gemeinde im Osten der Slowakei mit 321 Einwohnern (Stand 31. Dezember 2024), die zum Okres Košice-okolie, einem Teil des Košický kraj, gehört.

## Geographie
Die Gemeinde befindet sich im nordöstlichen Teil des Slowakischen Erzgebirges im Teilgebirge Čierna hora, auf einer Flurterrasse im engen Tal des Hornád. Das Ortszentrum liegt auf einer Höhe von 259 m n.m. und ist 26 Kilometer von Košice entfernt (Straßenentfernung).
Nachbargemeinden sind Ľubovec (Ortsteil Ruské Pekľany) im Norden, Obišovce und Kysak im Osten, Sokoľ und Košice (Stadtteil Sever) im Süden, Košická Belá im Südwesten und Malá Lodina (Ortsteil Ružín und Hauptort) im Westen.

## Geschichte

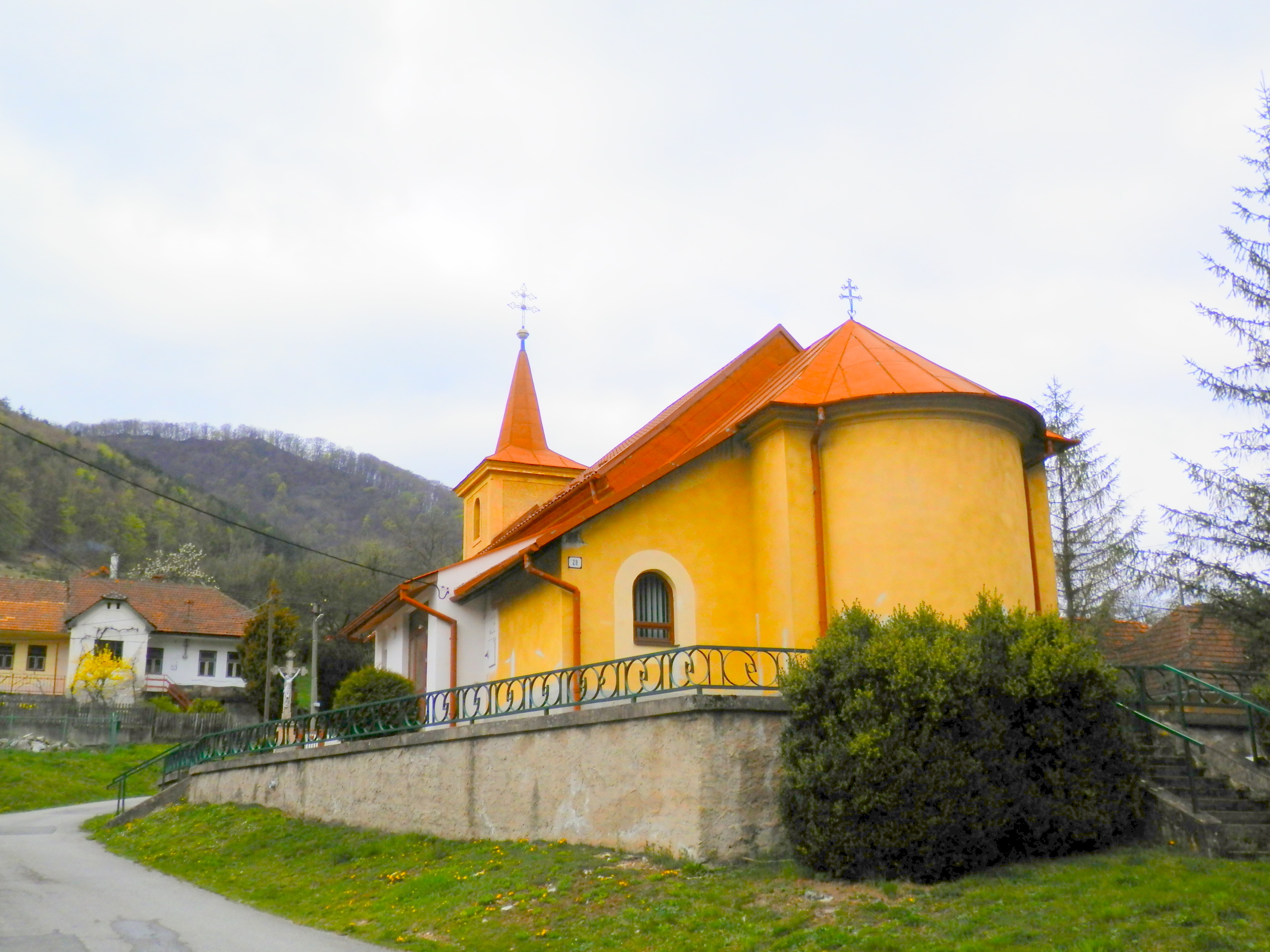
Kirche in Veľká Lodina

Veľká Lodina wurde zum ersten Mal 1423 als Alsowladna schriftlich erwähnt, weitere historische Bezeichnungen sind unter anderen Kezep Lwdyn (1427), Nagladna (1491), Loczina (1773) und Weliká Lodcina (1808). Der Ort wurde von Holzfällern und Flößern gegründet, die Holz auf Flößen in die Stadt Kaschau trieben und bei Sokoľ eine Abgabe entrichten mussten. Das Dorf hatte im Jahr 1427, zusammen mit dem Nachbarort Malá Lodina, 10 Porta und war ab 1423 Teil der Herrschaft Sokoľ und Besitz des Geschlechts Palocsay, 1429 wurde es zum Untertanendorf der Stadt Kaschau. 1789 hatte die Ortschaft 59 Häuser und 273 Einwohner, 1828 zählte man 55 Häuser und 421 Einwohner, die als Holzfäller und Landwirte beschäftigt waren, im späten 19. Jahrhundert begann man mit der Dolomitförderung.
Bis 1918/1919 gehörte der im Komitat Sáros liegende Ort zum Königreich Ungarn und kam danach zur Tschechoslowakei beziehungsweise heute Slowakei.

## Bevölkerung
| Jahr                | 1994 | 2004     | 2014    | 2024     |
| ------------------- | ---- | -------- | ------- | -------- |
| Anzahl der Personen | 226  | 253      | 274     | 321      |
| Unterschied         |      | +11,94 % | +8,30 % | +17,15 % |

| Jahr                | 2023 | 2024    |
| ------------------- | ---- | ------- |
| Anzahl der Personen | 318  | 321     |
| Unterschied         |      | +0,94 % |

Gemäß der Volkszählung 2011 wohnten in Veľká Lodina 253 Einwohner, davon 151 Slowaken, 76 Roma, drei Magyaren und ein Tscheche. 22 Einwohner machten keine Angabe zur Ethnie.
201 Einwohner bekannten sich zur römisch-katholischen Kirche, sieben Einwohner zur altkatholischen Kirche, drei Einwohner zur griechisch-katholischen Kirche, jeweils zwei Einwohner zur Evangelischen Kirche A. B. und zur reformierten Kirche und ein Einwohner zur evangelisch-methodistischen Kirche. 12 Einwohner waren konfessionslos und bei 25 Einwohnern wurde die Konfession nicht ermittelt.

## Baudenkmäler
- römisch-katholische Allerheiligenkirche aus dem Jahr 1667, 1740 erneuert und 1893 im neoklassizistischen Stil gestaltet[6]

## Verkehr

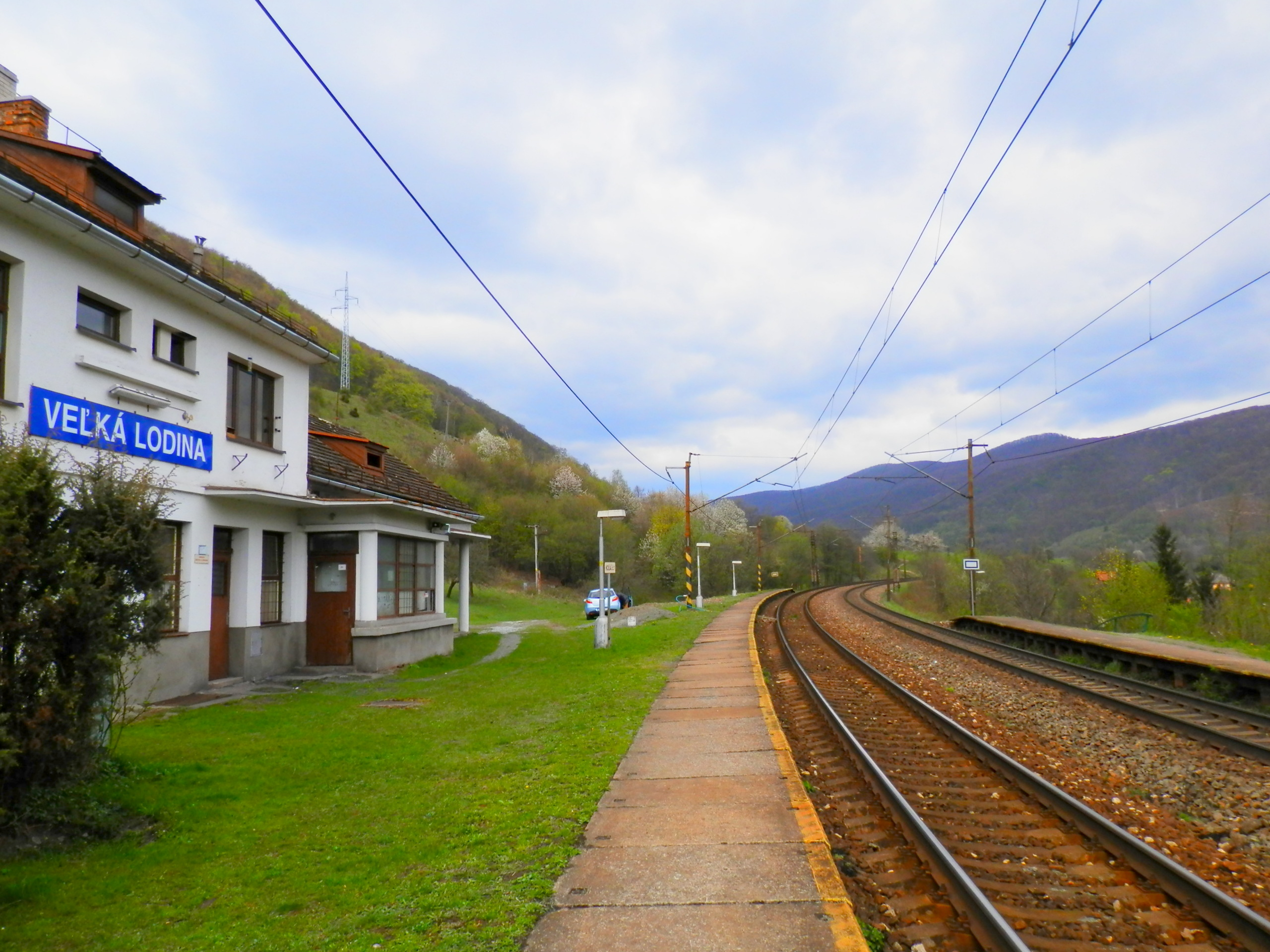
Haltestelle Veľká Lodina

Nach Veľká Lodina führt die Straße 3. Ordnung 3354 von Kysak nach Košické Hámre (Anschluss an die Straße 2. Ordnung 547). Der Ort hat eine Haltestelle an der Bahnstrecke Košice–Žilina.